# Замок Мері
Замок Мері (англ. Castle Mary) — один із замків Ірландії, розташований у графстві Корк.

## Історія
Найбільш давній замок, що стояв на місці нинішнього замку Мері був побудований біля 1600 року. На карті 1617 року цей замок був позначений. Пізніше його знесли.
Нинішню споруду замку Мері побудували в 1690 році. Суттєво перебудований в 1740 році. У 1786 році Вільсон здійснив опис замку. У середині ХІХ століття замок оцінили у 85 фунтів стерлінгів. Ще раз сильно перебудований в 1880 році. Над його реконструкцією працював відомий архітектор Девіс Дюкар. Перебудова в ХІХ столітті велась в стилі романтизму та псевдоготики. Колись це був п'ятиповерховий особняк аристократа побудований у стилі короля Георга І. Пізніше його доповнювали елементами псевдоготики. Вежі розташовані на східній та західній сторонах замку. Нині замок лежить в руїнах. Збереглися зубчасті парапети та давні димарі, чавунні водостоки. Навколо замку був маєток із чисельними господарськими будівлями. Нинішні руїни замку Мері не мають навіть залишків первісного, найбільш давнього замку Мері.
Невідомо, як називався замок у XVII столітті. Назву «замок Мері» дав йому аристократ Лонгфілд Перший на честь своєї дружини Мері Ханбі, що померла в 1757 році. Родина Лонгфілд англо-ірландського походження була однією з найбагатших і найсильніших аристократичних родин у графстві Корк починаючи з середини XVII століття. Серед аристократів, у руках яких були важелі влади в графстві Корк у 1689 році був Роберт Лонгфілд. Під час війни за незалежність Ірландії в 1920 році замок був спалений і досі лежить у руїнах.
У 1978 році замок Мері та навколишні землі придбала родина Герлі.